# Золтан Бакша
Золтан Бакша (угор. Zoltán Baksa; нар. 25 липня 1994) — угорський та український футболіст, півзахисник клубу «Сіганд».

## Життєпис
Народився в Серне Мукачівського району. Футбольну кар'єру розпочав у «Шерней Оазіс», в 1999 році був переведений до дорослої команди клубу, яка виступала в чемпіонаті Мукачівського району. У своєму дебютному сезоні в дорослому футболі став переможцем та володарем кубку району. До 2002 року виступав за команду з Серне, після чого перейшов до «Дебрецена». Проте через високу конкуренцію виступав лише за другу команду городян. З 2004 по 2005 рік виступав за «Летавертеш».
У 2005 році повернувся до України та підписав контракт з ужгородським «Закарпаттям». Проте за ужгородців не зіграв жодного офіційного поєдинку. У 2006 році провів 12 поєдинків у футболці «Ньїредьгази». З 2006 по 2008 рік виступав у клубах «Матешалка» та «Варда».
У 2008 році повернувся до України, став гравцем аматорського клубу «Берегвідейк». У 2009 році разом з клубом з Берегового виграв чемпіонат та кубок області. У 2009 році виїхав до Угорщини, де підписав контракт з нижчоліговим клубом «Манкок». З 2010 року захищає кольори «Сіганда».

## Заборона в'їзду на територію України
26 червня 2018 року СБУ заборонила футболісту в'їзд на територію України через виступи за по факту сепаратистську команду українських угорців «Kárpátalja» та участь з командою у чемпіонаті світу з футболу серед невизнаних країн і територій.

## Досягнення

### Командні
- Третій дивізіон чемпіонату Угорщини
  -  Срібний призер (3): 2007/08, 2010/11, 2011/12

- Регіональний чемпіонат Угорщини
  -  Срібний призер (1): 2006/07

- Чемпіонат Закарпатської області з футбол
  -  Чемпіон (1): 2009

- Кубок Закарпатської області з футбол
  -  Володар (1): 2009

- Чемпіонат Мукачівського району з футбол
  -  Чемпіон (1): 1999

- Кубок Мукачівського району з футбол
  -  Чемпіон (1): 1999

### Індивідуальні
- Найкращий гравець року клубу Кіганд: 2011
- Найкращий граець року в Серне: 2001, 2006, 2008